# Adlerhorn
L'Adlerhorn est un sommet des Alpes valaisannes qui culmine à 3 986 mètres dans le massif des Mischabels.

## Toponymie
Adlerhorn signifie en français « corne de l'aigle ».

## Géographie
L'Adlerhorn se situe entre la vallée de Zermatt et la vallée de Saas Fee, à trois kilomètres au nord de la Cima di Jazzi.